# Hiccoda nigripalpis
Hiccoda nigripalpis là một loài bướm đêm trong họ Noctuidae.